# 有機テルル化合物
有機テルル化合物（ゆうきテルルかごうぶつ、英: Organotellurium compounds）は、テルル原子とアリル基やアルキル基、ビニル基、アルキニル基などが直結した化合物の総称である。

## 性質
一般的には有毒であり、揮発性のものは強い悪臭を持つ。同じ第16族元素である酸素、硫黄、セレンの有機化合物、特に有機セレン化合物に似た性質のものが多い。
2価、4価、6価のものが知られている。
- 2価
  - テルロール（RTeH） - テルロメルカプタンとも呼ばれる。アルコールやチオール、セレノールのアナログである。セレノールに比べ酸化されやすく、ジテルリドとなる。
  - テルリド（RTeR'） - エーテル、チオエーテル、セレニドのアナログである。テルル化ジメチルなどが知られる。ハロゲン化アルキルと反応し、対応するテルロニウム化合物を形成する。遷移金属に対する良質な配位子となり、安定した錯体を形成する。
  - ジテルリド（RTe2R'）ペルオキシドやジスルフィド、ジセレニドのアナログである。ジフェニルジテルリドなどが知られる。
- 4価
  - テルロキシド（RTe(=O)R'）
  - テルリン酸（RTeO2H）
  - （R3TeX、R2TeX2、RTeX3）
- 6価
  - テルロン（R2TeO2）

## 製法
下記のような製法がある。
- グリニャール試薬や有機リチウム化合物などの有機金属化合物、またはジアゾニウム塩とテルルとの反応
- 四塩化テルルの芳香族求電子置換反応、オレフィン・アセチレンへの求電子付加反応
- 無機テルルアニオン（Te22-、Te2-）とハロゲン化アルキルとの反応

## 用途
有機超伝導体のドナー化合物であるテトラテルラフルバレン誘導体など、いくつかの化合物は有機合成反応剤として有用である。
リビングラジカル重合においても有効である
内臓の造影剤としても研究されている。